# Стереомеханіка
Стереомеханіка (від  стерео... і механіка) )(рос. стереомеханика, англ. stereomechanics, нім. Stereomechanik f) – вчення про деформації та напруження в деталях конструкцій і машин від зовнішніх впливів (діянь).